# Руска императорска армия
Руската императорска армия (на руски: Ру́сская импера́торская а́рмия) е армията на Руската империя, действаща от 1721 г. до Руската революция от 1917 г., когато монархията е премахната. Тя е организирана като постоянно действаща армия и държавно опълчение. Постоянната армия се състои от редовни войски и две формирования с отделен устав: казашки войски и мюсюлмански войски.
Редовна руска армия съществува от края на Великата северна война (1721). По време на управлението си Петър Велики ускорява модернизацията на въоръжените сили на Русия, включително с указ от 1699 г., който създава основата за набиране на войници, военни разпоредби за организацията на армията през 1716 г. и създава Военна колегия за управление на армията през 1718 г. От 1700 г. Петър започва да заменя по-старите стрелецки сили с нови полкове от западноевропейски тип, организирани на базата на вече съществуващите гвардейски полкове.
След Наполеоновите войни активната руска армия поддържа малко над 1 милион души, като по време на Кримската война броят им нараства до 1,7 милиона. Той остава на това ниво до избухването на Първата световна война, когато Русия разполага с най-голямата мирновременна постоянна армия в Европа, около 1,3 милиона души. Военната мобилизация увеличава този брой до 4,5 милиона и от 1914 до 1917 г. служат общо 15 милиона мъже
След Февруарската революция и абдикацията на император Николай II императорската армия се заклева във вярност на Руското временно правителство, въпреки че официалният статут на монархията не е определен до 1 септември 1917 г., когато Русия официално е провъзгласена за република с постановление на Временното правителство. В този период на кардинални промени по-голямата част от армията остава непокътната, а войските остават на фронтовата линия, въпреки че са неефективни в настъпление. „Старата армия“ започва да се разпада едва в началото на 1918 г.